# Calhoun County (Mississippi)
Calhoun County is een county in de Amerikaanse staat Mississippi.
De county heeft een landoppervlakte van 1.519 km² en telt 15.069 inwoners (volkstelling 2000). De hoofdplaats is Pittsboro.